# بيتر سوانسون
بيتر سوانسون (بالإنجليزية: Peter Swanson)‏ هو مؤلف أمريكي. ألَّفَ بيتر سوانسون ستَّ رواياتٍ، من بينها رواية «فئة تستحقُّ القتل»، التي فازت بجائزة الكتاب من قِبَل جمعية «نيو إنجلاند»، ووصلَت إلى نهائيات جائزة الخنجر الفولاذي لإيان فلمينج من قِبَل رابطة كُتَّاب الجريمة، ورواية «كلُّ ما يُخيفُها»، الفائزة بجائزة كتاب العام من قِبَل الإذاعة الوطنية العامة، ورواية «قبل أنْ تعرفه». تُرجِمَتْ كُتُبه إلى ثلاثين لغة، وظهرَت قصصه، وأشعاره، ومقالاته في مجلة «أزيموفز ساينس فيكشن»، ومجلة «ذا أتلانتيك»، ومجلة «مِيجر»، وصحيفة «ذا جارديان» (البريطانية)، ومجلة «ستراند»، ومجلة «يانكي». يعيش سوانسون خارج بوسطن

### أعمال مترجمة للغة العربية
- فئة تستحق القتل (The Kind Worth Killing) صدرت الترجمة غن دار عصير الكتب عام ٢٠٢٠ للمترجمة: نهى بهمن.

- قبل أن تلقاه (Before she knew him ) صدرت الترجمة عن دار عصير الكتب عام ٢٠٢١ للمترجمة: نورهان البدوي.

- تسع أرواح (Nine lives) صدرت الترجمة عن دار عصير الكتب عام ٢٠٢٣ للمترجمة: نورهان كمال الدين عمارة.

- ثماني جرائم كاملة (Eight perfect murders ) صدرت الترجمة عن دار هنداوي للنشر عام ٢٠٢٣ للمترجمة: نورهان كمال الدين عمارة.